# Neushoornpofadder
De neushoornpofadder of neushoornadder (Bitis nasicornis) is een giftige adder uit het geslacht pofadders (Bitis).

## Naam en indeling
De wetenschappelijke naam van de soort werd voor het eerst voorgesteld door George Albert Boulenger in 1896. Oorspronkelijk werd de wetenschappelijke naam Coluber nasicornis gebruikt. De slang werd eerder aan andere geslachten toegekend, zoals Vipera, Cerastes en het niet langer erkende Echidna.
De soortaanduiding nasicornis betekent vrij vertaald 'gehoornde neus'.

## Verspreiding en habitat
Deze soort komt voor in delen van west- en Centraal-Afrika en leeft in de landen Soedan, Kenia, Oeganda, Angola, Congo-Kinshasa, Congo-Brazzaville, Gabon, Kameroen, Equatoriaal-Guinea, Nigeria, Benin, Togo, Ghana, Ivoorkust, Liberia, Sierra Leone, Guinea, Centraal-Afrikaanse Republiek, Tanzania en Zambia. De habitat bestaat uit vochtige gebieden, vaak in de nabijheid van water, zoals moerassen.

## Uiterlijke kenmerken
De lengte varieert van 72 tot 107 cm. Uitschieters kunnen tot twee meter lang worden. Vrouwtjes worden langer dan mannetjes. Het hoofd is smal, plat, driehoekig en relatief klein in vergelijking met de rest van het lichaam. Op het uiteinde van hun neus staan 2 tot 3 hoornachtige schubben, waarvan de voorste best lang kan worden. Hun hoektanden zijn relatief klein en worden meestal niet langer dan 1.5 cm.
Het lichaam heeft een opvallende kleur die bestaat uit bruine, grijze en zwarte vlakken met witte en gele vlekken en lijnen. Op het midden van de rug is een brede, afstekende langwerpige strook aanwezig met bonte kleuren, deze kunnen ook blauw tot rood of roze zijn.

## Levenswijze
De vrouwtjes zetten geen eieren af maar zijn eierlevendbarend, de jongen komen levend ter wereld. Een vrouwtje baart zes tot 38 jongen in maart en april. De neushoornpofadder is 's nachts actief en jaagt door stil te blijven wachten totdat een prooi binnen bereik voorbij komt lopen. Op het menu staan voornamelijk zoogdieren, maar ook kikkers, padden en vissen worden buitgemaakt.
De neushoornpofadder is zeer giftig en is een van de gevaarlijkste soorten slangen voor de mens in westelijk Afrika.